# Takács Nándor
Takács Nándor Jusztin (Rábacsanak, 1927. január 15. – Székesfehérvár, 2016. július 11.) magyar karmelita szerzetes, székesfehérvári katolikus püspök. 1988 és 1989 között a Székesfehérvári egyházmegye segédpüspöke, majd 1989 és 1991 között koadjutor püspöke, 1991-től 2003-as lemondásáig pedig megyés püspök.

## Pályafutása
1938. augusztus 4-én kezdte meg tanulmányait Keszthelyen a premontrei gimnáziumban, majd felvételt nyert a keszthelyi karmelita kiskollégiumba. 1942. július 19-én belépett a karmelita rendbe; 1943. július 20-án tette le első fogadalmát. Ez után beöltözött kispap volt, és 1945 júniusáig Győrben tartózkodott. 1947. május 27-én érettségizett; egy építőtáborban az atyapusztai (Pápakovácsi külterülete) remetekolostor építkezésén dolgozott.
1947-ben kezdte meg a teológiai tanulmányait; az 1–3. évet a karmeliták keszthelyi teológiai főiskoláján végezte. Az örökfogadalmat 1948. január 16-án tette le Keszthelyen. 1950-ben a rend működési engedélyét megvonta az állam; augusztus közepétől újból Győrben élt. Szeptember 12-től a budapesti Központi Szemináriumban tanult, mint a Győri egyházmegye növendéke; itt végezte a teológja 4–6. évfolyamát. 1951. október 28-án szentelték pappá. 1954-ben magna cum laude letette a doktori vizsgáját.
1951-ben Gyöngyösön lett kántor, orgonista. 1954–1959 között egyházzenei tanulmányokat folytatott és a központi szeminárium karvezetője és énektanára volt. 1956 után, 1957-től a Magyar Rádióban megkezdődtek az úgynevezett „katolikus félóra” közvetítések vasárnap reggelente Takács atya közreműködésével; 1959. március elejéig 31 adást készített el. Ezzel egyidejűleg a Központi Papnevelő Intézet prefektusa volt.
1959 februárjában az Állami Egyházügyi Hivatal a kispapok békegyűlésekről való távolmaradása miatt eltávolította a központi szemináriumból (a kispapok és tanárok nagy részével együtt), és március 1-jétől fölmentették a prefektusi és énektanári-kórusvezetői szolgálat alól. 1959–1973 között el volt tiltva a papi működéstől. Ez idő alatt először Erzsébetvárosban a Rózsák terén volt karnagy, majd júniustól a gyöngyösi Szent Bertalan-főegyházban kántor, karnagy (5 és fél évig); ezt követően a  Szent Urbán-templomban szolgált, felújította a templomot és gyermekkórust vezetett. 1964. december 16-án Dömsödre költözött, ahol kántor-tisztelendőként működött. 1966 augusztusától Csornán a Jézus Szíve-templom kántor-karnagya, emellett az egyházközségi temető gondnoka is volt: parcellázta, többféle katasztert készített (időpont, névsor, és helyrajz szerint) és rendezte a temetőt. A plébánián található halottak anyakönyvében felfedezte az akkori premontrei prépost (Burány Gergely) bejegyzését kilenc ember kötél általi haláláról 1919 végén. Újjászervezte a templom énekkarát. A fiatal káplánokkal megalapította az úgynevezett kegyes atyák névsorát. Ezt követően 1968-tól Budapest-Albertfalván volt kántor, és vezette az albertfalvai énekkart. 1971-ben  jubileumi ünnepséget szervezett Szent István ezeréves évfordulójának megünneplésére, és a Szent István által alapított tíz egyházmegyéből is meghívott egy-egy személyt az albertfalvi templomba. Bibliaismereti versenyt rendezett, Szent Pál életútja és tanítása címmel szentírás-magyarázatot tartott felnőtteknek.
1973. március 25-i keltezéssel reaktiválták. Április 1-jei hatállyal a mosonmagyaróvári plébánián lett kinevezett káplán, később 1978. szeptember 1-jétől Tatabánya-Alsógallán plébános, ahol énekkart is vezetett. 1986 augusztusától a győri kispapok lelki igazgatója (a győri szeminárium spirituálisa) és dogmatika tanára. Papi és kántori tevékenysége mellett mindig sokat tett szolgálati helyein a helyi zenei kultúra fellendítéséért.

### Püspöki pályafutása
1988. december 30-án II. János Pál pápa carcabiai címzetes püspökké és székesfehérvári segédpüspökké nevezte ki. 1989. február 11-én szentelték püspökké Esztergomban. Jelmondata: „Krisztus szeretetével és Mária hűségével” („Caritate Christi, fidalitate Mariae”).
1990-től koadjutor püspök, 1991-től megyéspüspök. A Magyar Katolikus Püspöki Konferenciában a Karitász ügyeinek volt képviselője. A magyarországi egyházi zene központi szervezete, az Országos Magyar Cecília Egyesület püspök-elnökeként (1990–2004) a liturgikus zene ügyének volt felelőse.
Felépítette a Szent Gellért Tanulmányi Házat. Az egyházmegyéjében újra indultak egyházi iskolák, óvodák, általános és középiskolák, sőt, Zsámbékon főiskola is indult. Új templomok épültek Százhalombattán, Oroszlányban, Dunaújvárosban. Egyházmegyei zsinatot hívott össze, melyet 1997. június 24-én, Keresztelő Szent János napján nyitottak meg, és június 28-ig tartott. A zsinat határozatait 1998. augusztus 15-én, Mennybe Felvett Szűzanyának ünnepén hirdette ki. 2000-ben segítséget nyújtott az egyetlen magyarországi passió (Budaörsi Passió) létrejöttében.
2003-ban (76 éves korában) benyújtotta lemondási kérelmét a Szentatyának. Ennek elfogadása után nyugdíjas éveit a székesfehérvári Országos Papi Otthonban töltötte.
2016. július 11-én, szentségekkel ellátva hunyt el életének 89. évében; július 27-én a székesfehérvári Szent István-székesegyház altemplomában helyezték örök nyugalomra.

## Művei
Néhány a zenei szerzeményeiből: „Az elsőt a fájdalmas Szűzanyához, a másik a húsvéti örömteli Szűzanyához, Stabat Mater, Regina coeli.”
Szerkesztett magyar vesperást. Szervezett koncerteket, áhítatokat, zarándoklatokat.
- Kisbojtárból főpásztor. Szerdahelyi Csongor beszélgetése Takács Nándor nyugalmazott megyéspüspökkel; Szent István Társulat, Bp., 2008 (Pásztorok)
- Laetare – gaudere. A XXI. sz. apostolutódja. Dr. Takács Nándor J. OCD. nyugalmazott megyéspüspök homíliái; Takács Nándor Jusztin, Székesfehérvár, 2016

## Elismerések
- A Keszthelyi Premontrei Öregdiák Szövetség örökös díszelnöke
- 2000-ben a Fejér megyei közgyűlés a megye díszpolgárává avatta[5]
- 2001-ben Székesfehérvár díszpolgára lett[5][6]
- 2009-ben a Rábacsanak is díszpolgárává fogadta